# Nicolás Franco
Nicolás Franco Bahamonde (Ferrol, 1 de julho de 1891 - Madrid, 15 de abril de 1977) foi um militar e político galego, participante no golpe militar de 1936 contra a II República que deu origem à Guerra Civil Espanhola. Era o irmão mais velho de Ramón, Pilar, María de la Paz e Francisco Franco Bahamonde, que assumiu a liderança do estado espanhol após o conflito.

## Trajetória

### Formação
O seu pai, Nicolás Franco Salgado-Araújo, foi general intendente da Armada Espanhola, e a sua mãe, María del Pilar Bahamonde y Pardo de Andrade, provinha de uma família com grande tradição na Marinha.
Continuou a tradição de Marinha da família ingressando na Escola Naval Militar de Marín, em Pontevedra, tendo terminado com o grau de oficial da Armada Espanhola, e na Escola de Engenheiros Navais, onde foi contemporâneo de Juan Antonio Suances, graduando-se como engenheiro naval.
Começou a sua carreira política durante a Segunda República, chegando a ser secretário geral do Partido Agrário ao qual presidia José Martínez de Velasco. De 1932 a 1934 ocupou o cargo de diretor da Escola Superior de Engenheiros Navais, e em 1935 foi nomeado diretor-geral da Marinha Mercante Espanhola, às ordens do ministro da Marinha Pedro Rahola, durante o mandato de Joaquín Chapaprieta.

### Guerra civil
Sendo o seu irmão Francisco um dos principais instigadores do golpe de estado de 18 de julho de 1936, cedo se converteu nun dos seus mais importantes colaboradores, e teve grande influência na decisão da sua nomeação como futuro chefe de Estado. A sua atividade durante a guerra desenvolveu-se como embaixador em Itália em 1937 e a partir do ano seguinte em Portugal, de onde garantiu como embaixador o apoio do governo de António de Oliveira Salazar ao bando sublevado, bem como de fornecimento de materiais e colaboração para a detenção de republicanos que passassem a fronteira luso-espanhola.

### Depois da guerra
Em 1940 foi nomeado Cavaleiro da Ordem Militar e Hospitalária de São Lázaro de Jerusalém no grau de Grã-Cruz. Foi promovido em 1942 a general do Corpo de Engenheiros Navais da Armada, e manteve-se como embaixador de Espanha em Portugal até 1957. No seu regresso a Espanha desenvolveu intensa atividade financeira. Foi fundador e presidente de sociedades de fabrico automóvel, e presidente honorário da Alcan Aluminio Ibérico e conselheiro da Companhia Trasmediterrânica de Navegação. O seu irmão Francisco, já como chefe de Estado, designou-o procurador nas Cortes, cargo que desempenhou durante as legislaturas VI, VII, VIII, IX e X, até falecer em 1977.

## Imputado por crimes contra a humanidade
Foi um dos trinta e cinco altos cargos do franquismo imputado pela Audiência Nacional no sumário instruído por Baltasar Garzón, por delitos de detenção ilegal e crimes contra a humanidade cometidos durante a guerra civil espanhola e nos primeiros anos do regime, e que não foram processados ao comprovar-se o seu falecimento.